# Ardèche
Die Ardèche [aʁdɛʃ] ist ein Fluss in Südfrankreich, der in den Regionen Auvergne-Rhône-Alpes und Okzitanien verläuft.

## Verlauf
Die Ardèche entspringt im Regionalen Naturpark Monts d’Ardèche, im Gemeindegebiet von Astet, entwässert generell in südöstlicher Richtung, bildet in ihrem Unterlauf die eindrucksvollen Schluchten Gorges de l’Ardèche und mündet nach rund 125 Kilometern bei Pont-Saint-Esprit als rechter Nebenfluss in die Rhône. Auf ihrem Weg durchquert die Ardèche das Département Ardèche, für das sie Namensgeberin ist, sowie das Département Gard.

## Orte am Fluss
- Astet
- Thueyts
- Lalevade-d’Ardèche
- Ucel
- Aubenas
- Saint-Sernin
- Ruoms
- Vallon-Pont-d’Arc
- Salavas
- Pont-Saint-Esprit

## Nebenflüsse
| Linke Nebenflüsse: - Fontolière (21 km) - Volane (23 km) - Sandron (18 km) - Luol (19 km) - Auzon (26 km) - Ibie (33 km) | Rechte Nebenflüsse: - Lignon (21 km) - Ligne (23 km) - Beaume (44 km) - Chassezac (85 km) |

## Hydrologie
Die mittlere Abflussmenge am Pegel Saint-Martin-d’Ardèche beträgt 65 m³ pro Sekunde. Die Schwankungsbreite im Jahresverlauf reicht jedoch von 12 m³ im Sommer bis zu 110 m³ im Winter. Anfang Herbst, manchmal schon am Ende des Sommers, kann es hier zu sehr starken Gewittern kommen. Die reichhaltigen Regenfälle können vom karstigen Boden nicht vollständig aufgenommen werden und lassen Nebenflüsse der Ardèche sprunghaft anschwellen. Selbst ausgetrocknete kleine Bäche werden nach solch einem Gewitter zu reißenden Flüssen. Der Wasserspiegel kann innerhalb von wenigen Stunden um mehrere Meter ansteigen.

## Wassersport

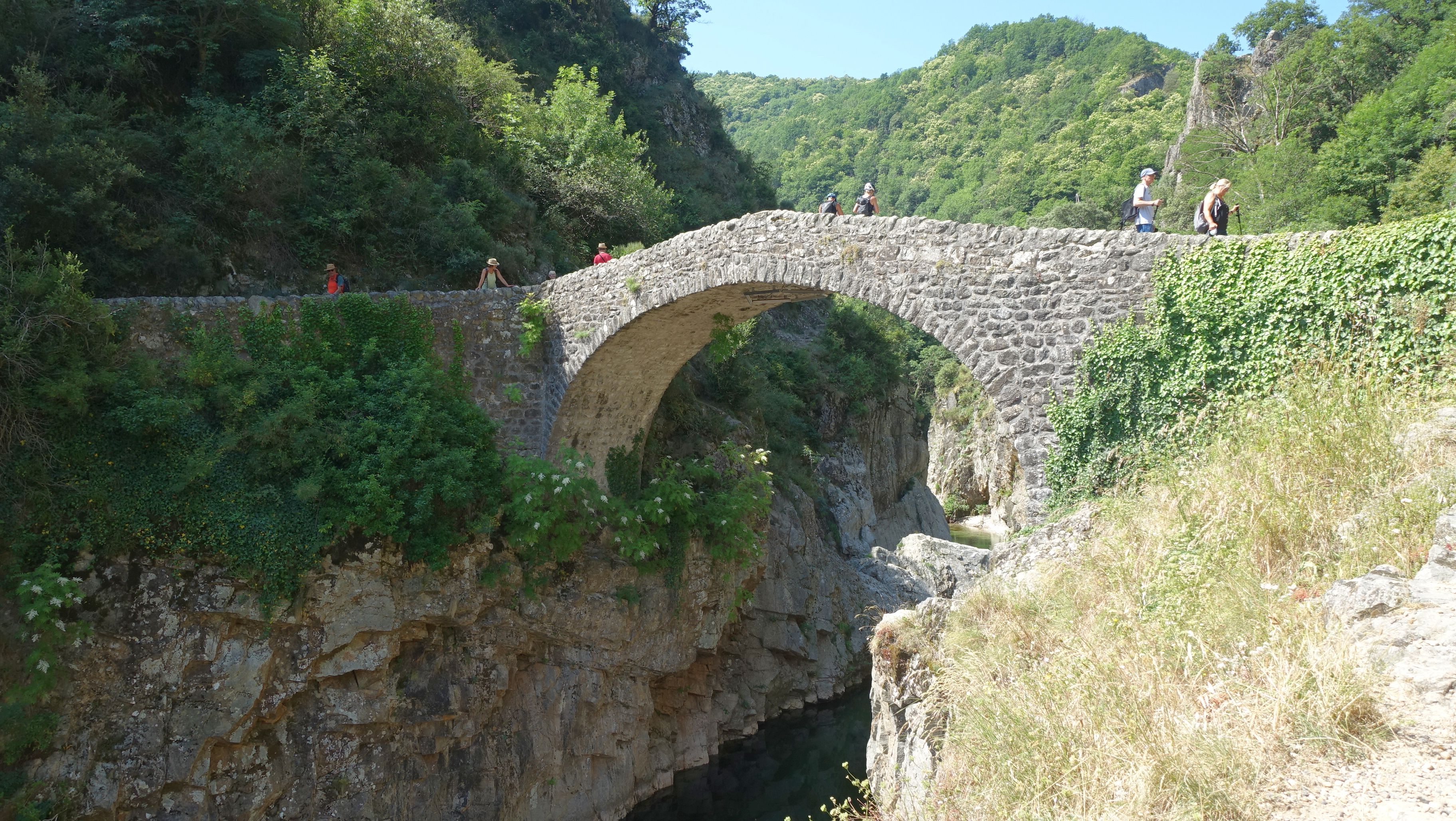
Oberlauf mit Teufelsbrücke bei Thueyts

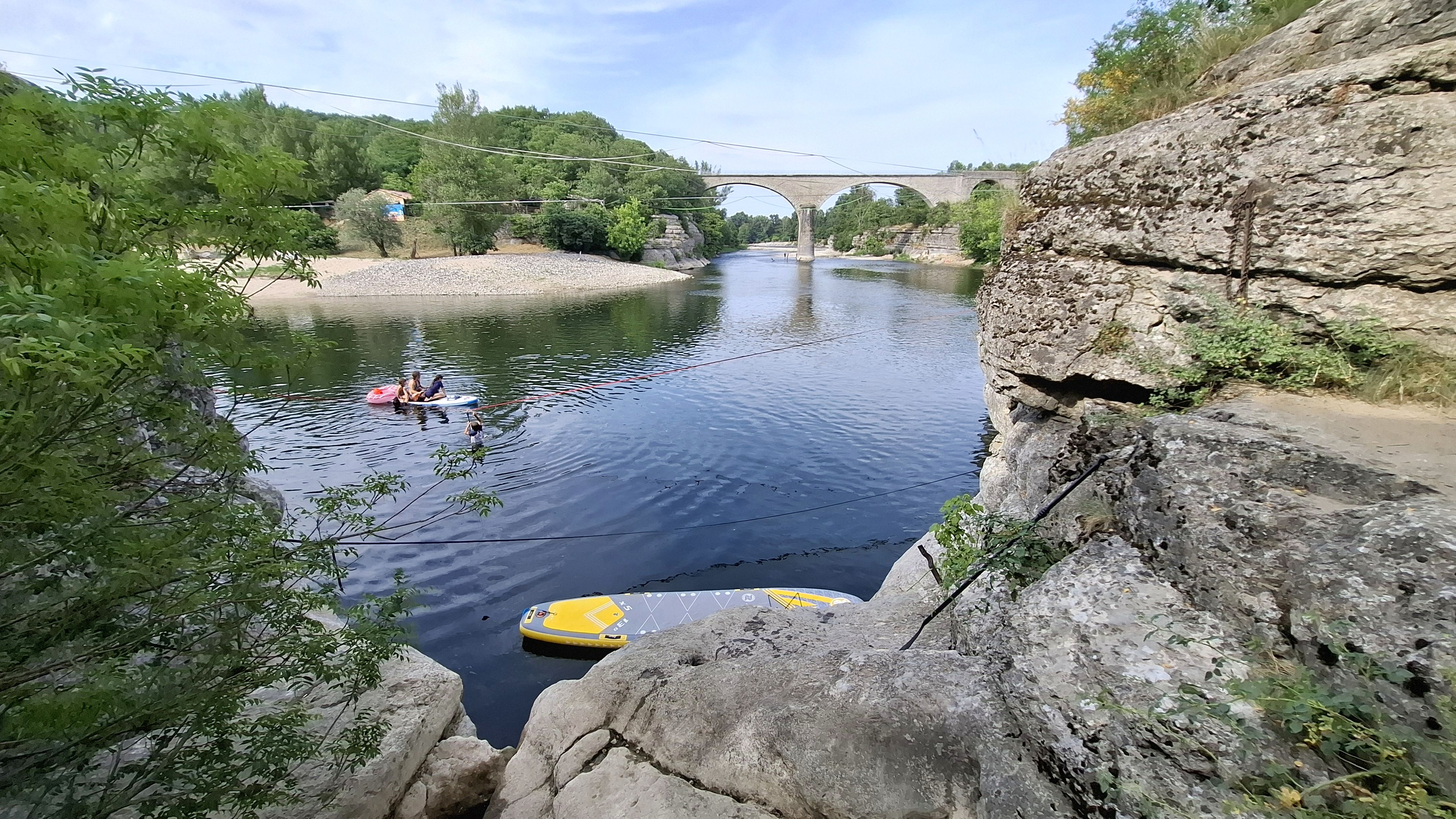
Brücke mit Cafe bei Pradons

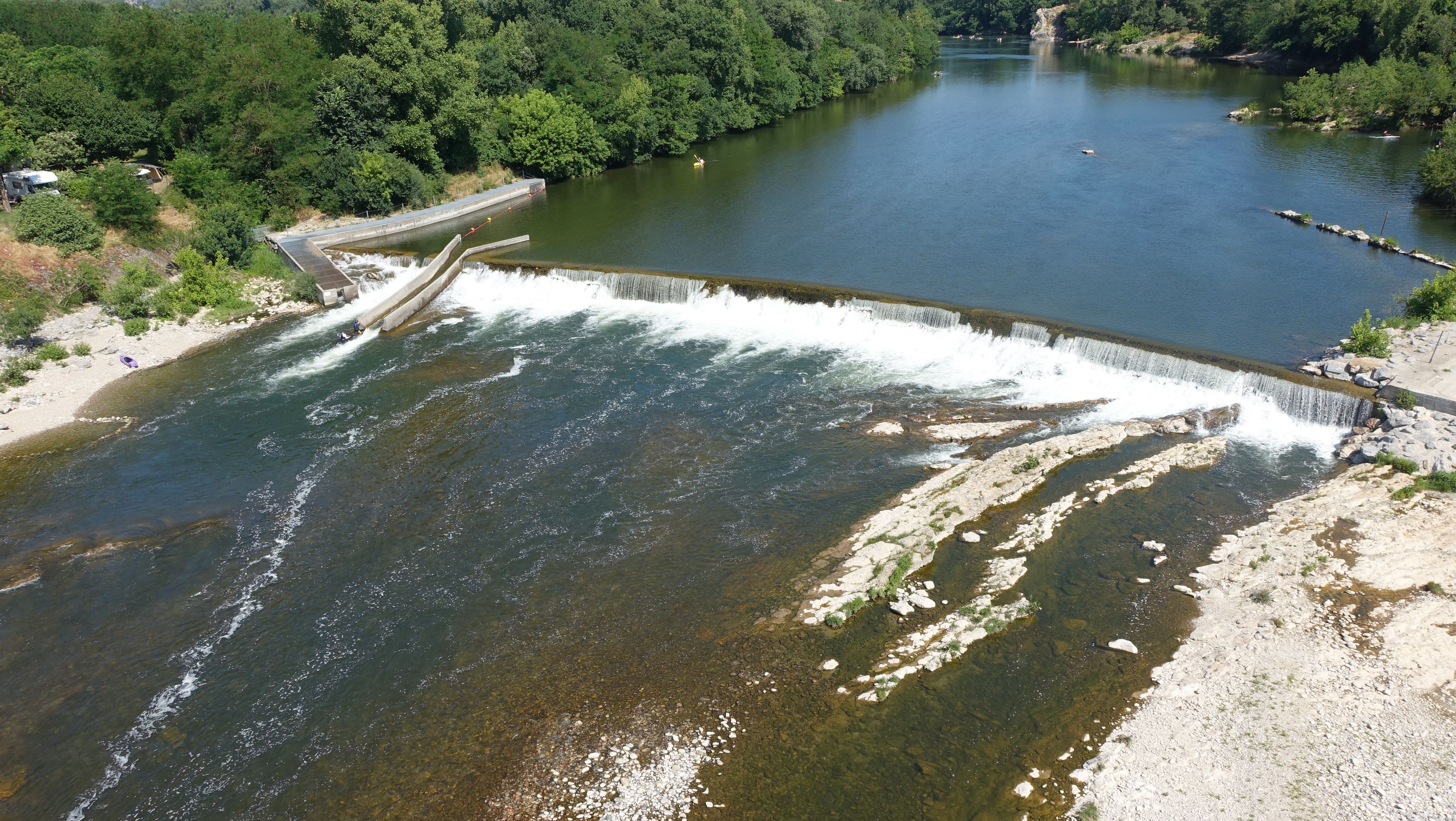
Schwall mit Bootsrutsche bei Salavas

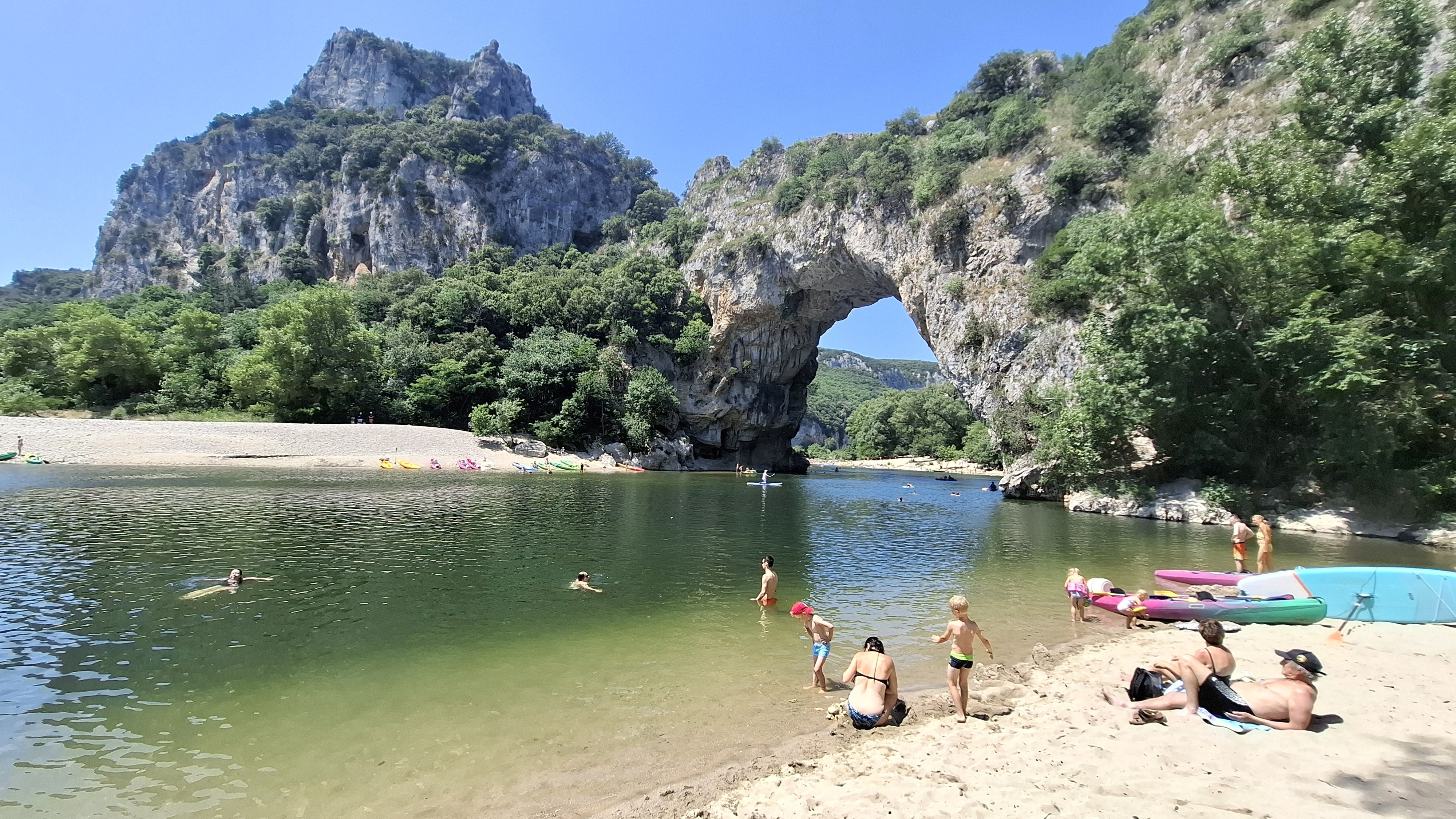
Pont d´arc mit Sandstrand

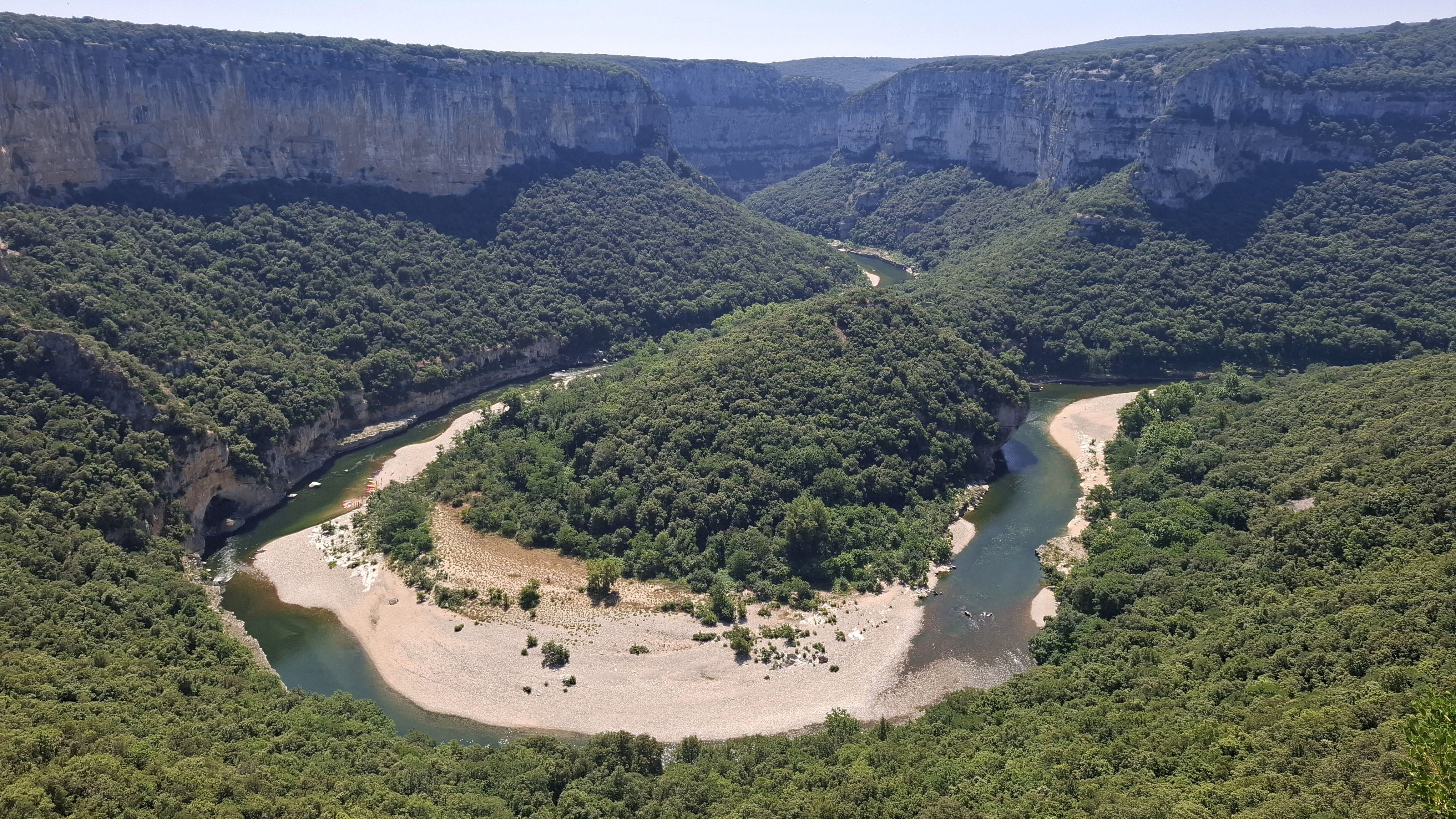
Cirque de la Madeleine

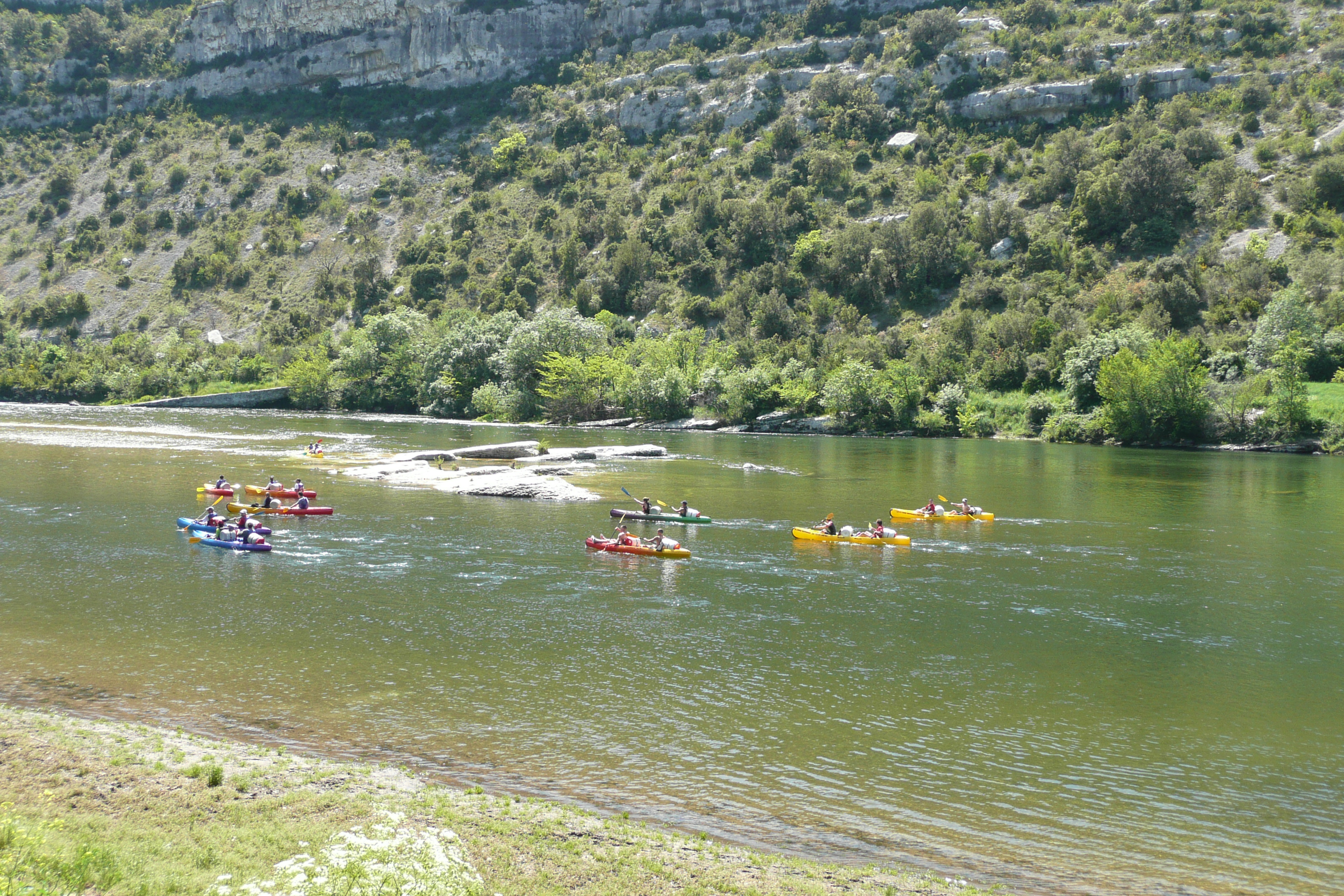
Unterlauf: Wassersport auf dem Fluss bei Saint-Martin-d’Ardèche

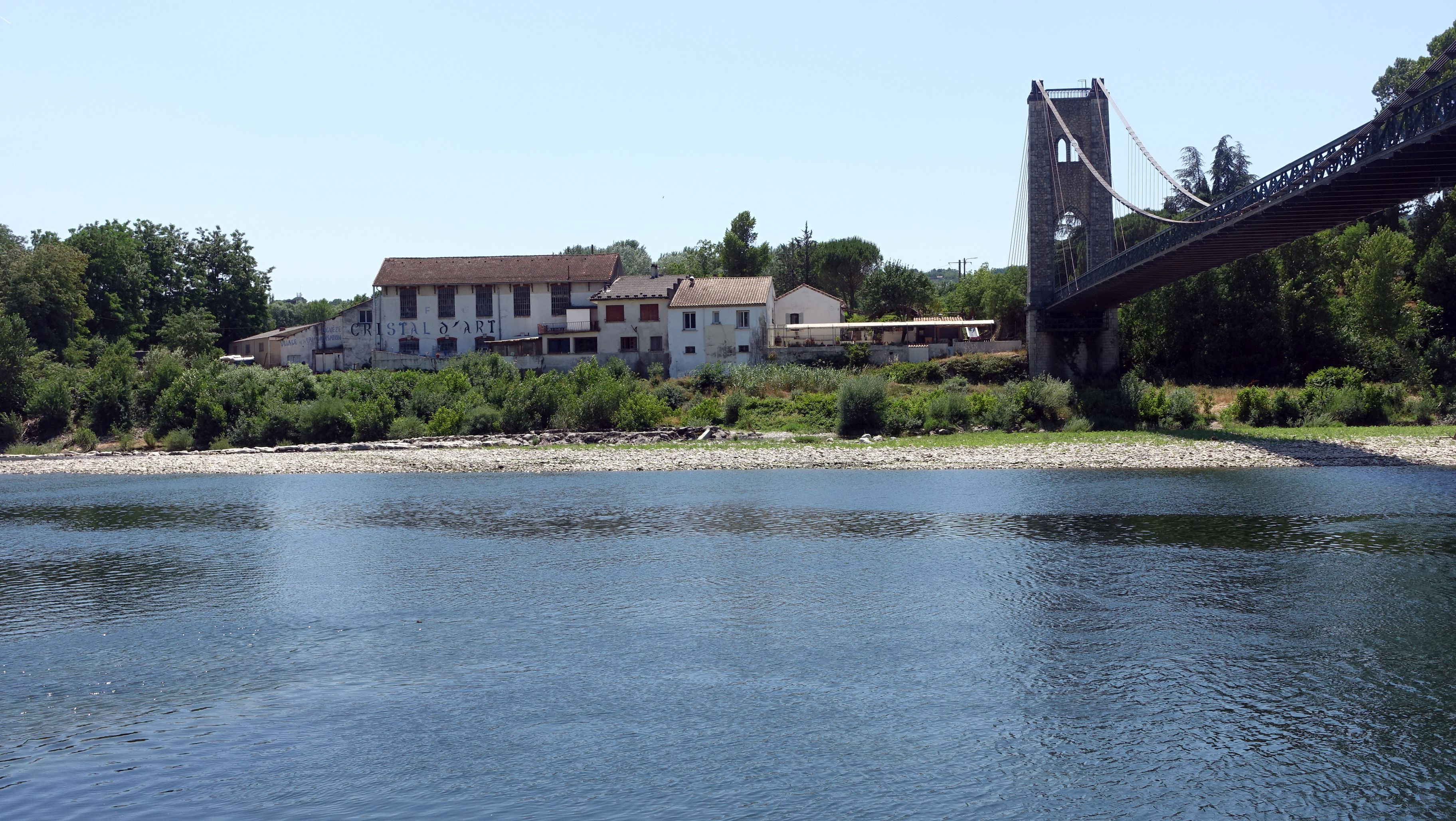
Unterlauf: Hängebrücke bei St. Martin

Die Ardèche ist ein sehr beliebtes Revier für den Kanusport. Durch die manchmal starken Regenfälle im Frühling kann der Fluss zu dieser Zeit sehr viel Wasser führen. Die während des Sommers normalen Stromschnellen schwellen an und werden für Wassersport anspruchsvoller. Während des Sommers führt die Ardèche, im Vergleich zum Frühling oder Herbst, in der Regel wenig Wasser. So ist der Fluss zeitweise sehr still, vor allem vor engen Stromschnellen, die das Wasser aufstauen. Die Ardèche ist daher besonders in dieser Zeit ein Fluss, der sich für Familienausflüge per Kanu anbietet, da fast alle Stromschnellen umgangen beziehungsweise umtragen werden können. Außerdem laden die Ufer zum Picknick ein, die Fahrt durch den Canyon bietet sehr oft schattige Abschnitte, und eine Beobachtung von dort lebenden Wildtieren ist ebenfalls möglich. Der obere Flussabschnitt ab dem Weiler Les Mazes bis zum Pont d’Arc wird während der Monate Juli und August wegen der hohen Anzahl von Touristen auf dem Fluss von einer eigenen Kajak-Polizei überwacht. Ein Übernachten oder das Anlegen von Feuerstellen außerhalb zweier kostenpflichtiger Anlandungs- beziehungsweise Übernachtungsplätze in den Gorges de l’Ardèche ist wegen der Brandgefahr im Sommer untersagt, ebenso das Befahren des Flusses durch Kinder unter sieben Jahren.
Jedes Jahr Anfang November findet auf diesem Flussabschnitt ein spektakulärer Wildwassermarathon („Marathon International des Gorges de l’Ardèche“) mit bis zu 1500 Teilnehmern statt. Dabei werden die verschiedenen Bootsklassen der Kajaks und Kanadier gleichzeitig gestartet.

### Befahrbarkeit

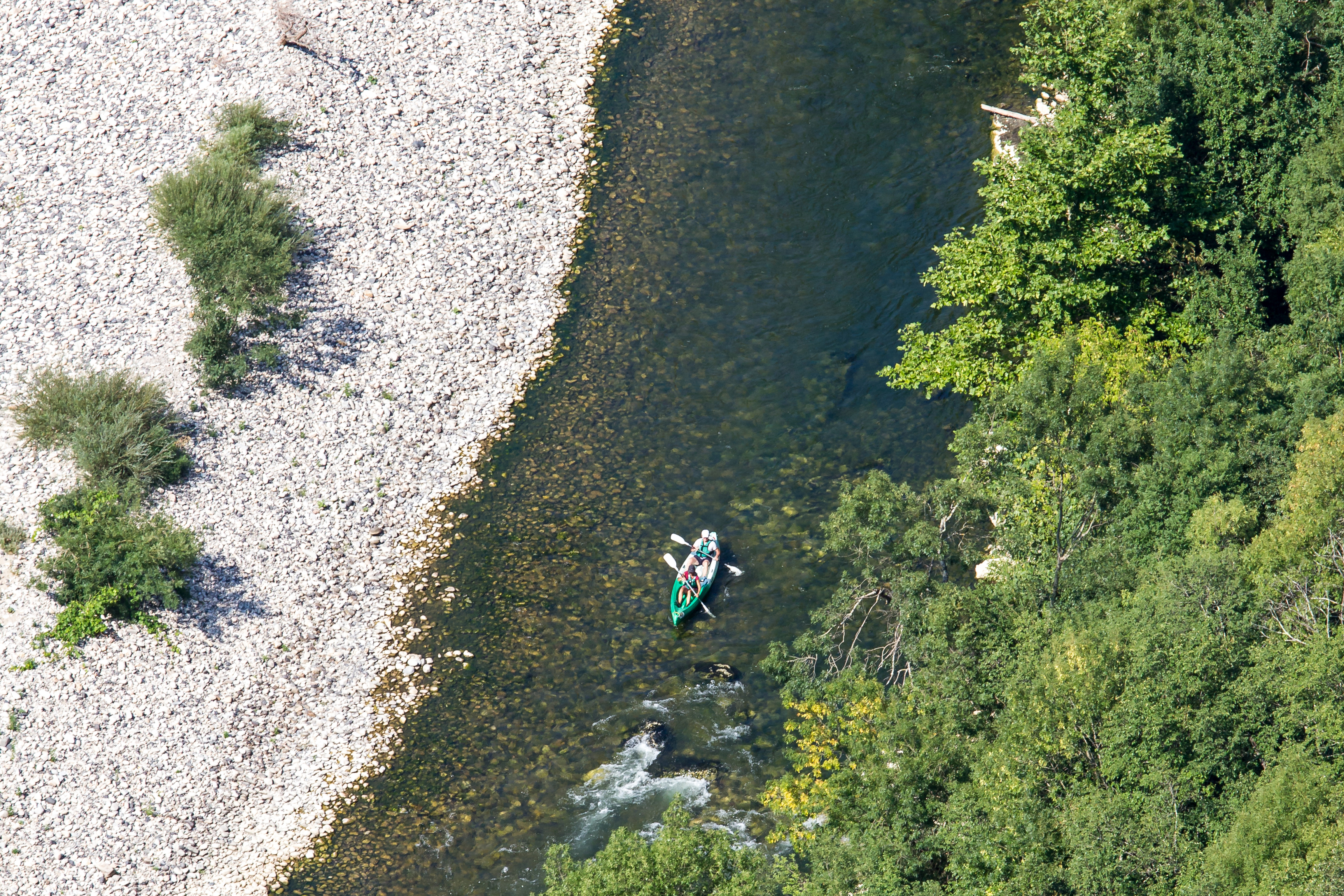
Wassersport in den Gorges de l’Ardèche

- Der Oberlauf zwischen der Quelle und Aubenas stürzt sich durch ein enges Tal und kann nur in der Zeit der Schneeschmelze und nach starken Regenfällen befahren werden. Hier bietet die Ardèche teilweise extremes Wildwasser. Sehenswert ist der Pont du Diable (Teufelsbrücke) bei Thueyts.
- Der Mittellauf zwischen Aubenas und Ruoms fließt durch ein relativ breites Tal und bietet interessante, sportliche Wasserwanderstrecken mit vielen Kiesbankschwällen. Zwischen Ruoms und Vallon-Pont-d’Arc ist der Fluss durch Wehranlagen fast völlig aufgestaut, trotz Bootsrutschen wird diese Strecke kaum befahren. Die malerischen Orte Vogüé und Balazuc sind ein touristischer Anziehungspunkt.
- Der Unterlauf ist ein besonderer Anziehungspunkt mit den sogenannten Gorges de l’Ardèche, die den Durchbruch vom Hochplateau Plateau de Gras unterhalb des französischen Zentralmassivs in die Rhône-Ebene in Form einer etwa 30 km langen Schlucht darstellen. Das Hochplateau ist zwischen 200 und 300 Meter hoch gelegen und hat als höchsten Punkt den Dent de Rez mit einer Höhe von 712 Meter.

## Sehenswürdigkeiten
- Ardèche-Schluchten:

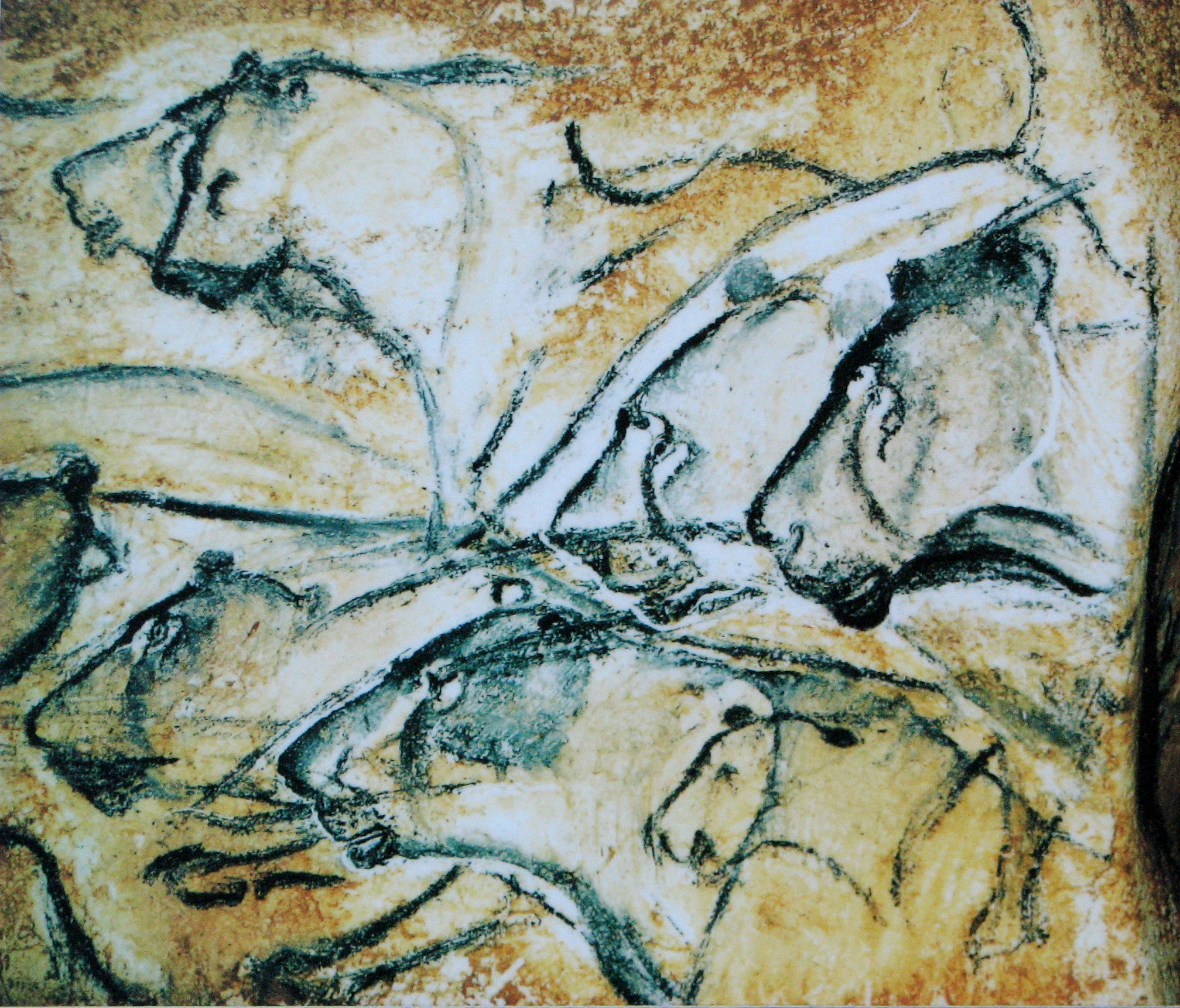
Löwenzeichnung in der Chauvet-Höhle

Die Gorges de l’Ardèche befinden sich zwischen den Orten Vallon-Pont-d’Arc und Saint-Martin-d’Ardèche. Die am Rand des Canyons entlangführende Landstraße (Corniche) bietet spektakuläre Ausblicke in den Canyon und auf den Fluss.
- Pont d’Arc:

Natürliche Steinbrücke über den Fluss nahe der Stadt Vallon-Pont-d’Arc.
- Chauvet-Höhle:

In den Ardèche-Schluchten liegt die bekannte Grotte Chauvet, eine nach ihrem Entdecker benannte Kalksteinhöhle mit frühsteinzeitlichen Höhlenmalereien von enormer Plastizität und Ausdruckskraft. Da die Höhle nicht für den Publikumsverkehr freigegeben ist, wurde auf dem Gelände, das sich östlich von Vallon-Pont-d’Arc an der Straße nach Bourg-Saint-Andéol befindet, am 25. April 2015 eine Nachbildung wesentlicher Partien der Höhle eröffnet.
- Madeleine-Grotte (Tropfsteinhöhle) zwischen Vallon Pont d’Arc und Saint Martin gelegen, seit 1969 zu besichtigen.

## Flora und Fauna
Das enge Flusstal im Oberlauf (vor Aubenas) ist das Reich der Kastanienbäume. Der Mittelteil bis Ruoms ist als Folge der Entwaldung im Mittelalter und der Überweidung der Gegend bis Mitte des 20. Jahrhunderts relativ pflanzenarm. Durch den kargen Karstboden wachsen überwiegend immergrüne Strauchgewächse (Macchia) – die mediterrane Garrigue, mit duftenden Pflanzen wie beispielsweise Thymian, Rosmarin, Lavendel, Bohnenkraut. Im Fluss selbst gedeihen nur vereinzelt Wasserpflanzen an Staustellen. Im Sommer gibt es wegen der hohen Wassertemperatur an einigen Stellen Probleme mit Algenbildung.
Die Tierwelt ist reichhaltiger. Säugetiere sind vorhanden, aber kaum sichtbar, doch in den letzten Jahren hat sich der nachtaktive Biber das ganze Ardèchetal und seine Nebenflüsse als Lebensraum zurückerobert. Fledermäuse haben in den vielen Karsthöhlen ideale Lebensbedingungen. Wildschweine und verwilderte Ziegen werden bejagt.
Als markante Vögel sind Graureiher am Flussufer zu beobachten, auch Gänsegeier nisten in der Region. Im Frühjahr ziehen zehntausende von karpfenartigen Nasen durch den Fluss zu ihren Laichplätzen im Oberlauf und den Nebenbächen. Geangelt werden Aal und Forelle.